# جنغ سر (سلماس)
جنغ سر هي قرية في مقاطعة سلماس، إيران. عدد سكان هذه القرية هو 239 في سنة 2006.